# La Rue
Pour les articles homonymes, voir La Rue (homonymie).
La Rue est une « revue culturelle et littéraire d’expression anarchiste éditée par le groupe libertaire Louise Michel de la Fédération anarchiste. Elle est créée en 1968, sous l'impulsion de Maurice Joyeux et de sa compagne Suzy Chevet. Parmi les fondateurs, il y a aussi Roland Bosdeveix.
Le dernier numéro (n°37) est paru le deuxième trimestre de 1986.

## La revue
La Rue reprend, après Léo Sauvage, le nom de la feuille lancée par Jules Vallès : « J'entends, écrit-il (sous le pseudonyme de Jacques Vintras) dans son premier numéro, le pas de charge des idées, marqué non seulement par les bottines du journaliste mais par la chaussure trouée du déclassé, par le soulier ferré de l'ouvrier et même par le sabot du paysan. »
De grandes plumes partageront ces colonnes, en particulier, Léo Ferré (dont des inédits),,, Maurice Laisant, Henri Gougaud, Jean-Pierre Chabrol, Roger Grenier, Bernard Clavel, Isidore Isou, Gabriel Pomerand, Michel Ragon, le cinéaste Louis Chavance, les professeurs Roger Hagnauer et Jean Maitron,.
Dans les numéros 28, 30 et 31 de la revue, Maurice Joyeux, publie trois articles intitulés « L’affaire Fontenis », « La reconstruction de la Fédération anarchiste » et « La Fédération anarchiste reprend sa place » qui retracent l'histoire de cette organisation de 1945 à 1965.

## Les éditions
Parallèlement à la publication de la revue, le groupe libertaire Louise-Michel, sous l'intitulé des Éditions La Rue, éditent des ouvrages signés, notamment, Maurice Joyeux, Maurice Fayolle ou Maurice Laisant,.